# Ga Thượng Hải
Ga Thượng Hải (tiếng Hoa: 上海站) là nhà ga xe lửa chính ở trung tâm Tĩnh An, Thượng Hải, Cộng hòa Nhân dân Trung Hoa.
Đây là một trong bốn ga đường sắt lớn ở Thượng Hải, Trung Quốc, các ga còn lại là Thượng Hải Nam, Thượng Hải Hồng Kiều và Thượng Hải Tây.
Nhà ga nằm trên đường Mạt Lăng, quận Tĩnh An, về phía bắc của trung tâm thành phố. Nó được quản lý bởi Cục Đường sắt Thượng Hải và là một trong những trung tâm quan trọng nhất của mạng lưới đường sắt ở Trung Quốc.

## Bên cạnh
Tổng công ty Đường sắt Trung Quốc
- Đường sắt Bắc Kinh - Thượng Hải
- Đường sắt Thượng Hải - Côn Minh
- Đường sắt cao tốc Thượng Hải - Nam Kinh

Tàu điện ngầm Thượng Hải
- Tuyến số 1
- Tuyến số 3
- Tuyến số 4